# چاکشیرلی (قره‌تاش)
چاکشیرلی (به ترکی استانبولی: Çakşırlı) یک منطقهٔ مسکونی در ترکیه است که در قره‌تاش (شهر) واقع شده‌است.